# Anisagrion inornatum
Anisagrion inornatum är en trollsländeart som först beskrevs av Selys 1876.  Anisagrion inornatum ingår i släktet Anisagrion och familjen dammflicksländor. IUCN kategoriserar arten globalt som livskraftig. Inga underarter finns listade i Catalogue of Life.